# Dunatetétlen
Dunatetétlen is een plaats (község) en gemeente in het Hongaarse comitaat Bács-Kiskun. Dunatetétlen telt 646 inwoners (2005).